# 第二图拉真军团
第二图拉真军团（英語：Legio II Traiana Fortis）古罗马军队建制名称。由罗马帝国君主图拉真于公元105年，与第三十乌尔皮乌斯军团同时创立。约存在于公元5世纪前后。活动于近东等地区并发挥相关之作用，具有重要地影响与积极意义。